# Haleswiessee
Der Haleswiessee ist ein kleiner Bergsee in der Schafberggruppe im Salzkammergut, im Gemeindegebiet von St. Wolfgang in Oberösterreich.

## Lage und Landschaft
Der Haleswiessee liegt zwischen Atterseeregion und Wolfgangseeregion, in der Senke der Schafberggruppe zwischen Schafberg im Westen und Zimnitz/Leonsberg im Osten. Er befindet sich etwa 9 Kilometer nordwestlich von Bad Ischl, 7 Kilometer nordöstlich vom Ostufer des Wolfgangsees und 3 Kilometer südlich von Südufer des Attersees. Der Schwarzensee, der bekanntere der Wolfganger Bergseen, liegt gut 3 Kilometer südwestlich.
Der See befindet sich in einer Geländesenke auf 786 m ü. A. Höhe, in deren nordöstlichem Teil. Dieses etwa 2½ km lange und ½ km breite Becken tieft sich um 50 Höhenmeter ein. Es gehört zu einem Talzug, der sich vom Wolfgangtal über den Rußbach nordostwärts zum Weißenbachtal erstreckt. Dessen Einsattelung ist der Fachbergsattel unweit nördlich von der Haleswies mit ca. 900 m ü. A. Der Talzug trennt den Breitenberg (1412 m ü. A.) vom Leonsberg (1745 m ü. A.). Im südwestlichen Teil der Senke liegt die Vorderhaleswiesalm beim See, die Hinterhaleswiesalm befindet sich schon oberhalb auf 828 m ü. A. Gegen die Talung des Rußbachs südlich liegt eine Geländeschwelle mit der Pichleralm (837 m ü. A.).

## Geologie und Hydrographie
Der See entwässert bei Normalwasser in einem kleinen Gerinne, das sich südwestlich nach knapp 100 Metern mit dem mäandrierenden Gerinne vom Flachmoorbereich bei der Vorderhaleswiesalm vereint, und dann in nördlicher Richtung nach weiteren 100 Metern in einer Schwinde (Sinkloch, Ponor) verschwindet. Damit stellt sich die Haleswiessenke als Polje dar, eine karstmorphologische Beckenbildung.
Das Gestein hier ist ein norischer Plattenkalk, um 220 Mio. Jahre alt. Südlich liegt die Grenze zwischen der Staufen-Höllengebirgs-Decke und der Schafberg-Decke, zwei Stücken des Tirolikums der nördlichen Kalkalpen. Dadurch ist der Untergrund reich an Klüften. Anhand von Markierungsversuchen ist erwiesen, dass das Haleswies-Polje nicht – wie in hydrographischen Datensätzen angegeben – über den Rußbach nach Süden zur Ischl entwässert, sondern nach Norden, zum Äußeren Weißenbach beim Ort Weißenbach. Das Wasser tritt über einen Aquifer am unterlagerten Hauptdolomit im Sediment des Talbodens im Weißenbachtal aus, und braucht dafür um die 8 Monate. Eine Entwässerung in die wasserführenden Nebengräben des Weißenbachs, Richtung Loidlbach (bei Burgau zum Attersee, der nördliche Abfluss vom Fachbergsattel), oder gar einem der Bäche des Wolfgangtals konnte nicht nachgewiesen werden. Damit entspricht die Drainage im Untergrund der allgemeinen Streichrichtung des Königsee-Lammertal-Traunsee-Blattverschiebungssystems Richtung Nordnordost.
Der Haleswiessee wird von zwei Bächen gespeist, dem Großen Schüttgraben vom Breitenberg und dem Bach von der Hinterhaleswiesalm. Bei Normalwasserstand hat er ein Ausmaß von etwa 190 × 130 Metern und eine Tiefe von durchschnittlich 1,5 Metern, mit 4 Meter Maximaltiefe. Dabei treten saisonell starke Spiegelschwankungen auf, periodisch nach der Schneeschmelze und episodisch bei Starkniederschlägen geht der See über, und kann dann den ganzen Beckengrund auf über 1000 Meter Länge umfassen. So hatte der See Juli 1968 7 m Tiefe. Der im Gelände nachweisliche Höchstwasserstand, der konstant und mit gewisser Regelmäßigkeit erreicht zu werden scheint, liegt bei 4,5 Meter über Normalniveau und 8,5 m Maximaltiefe, der See hat dann mit etwa 300.000 m³ die zehnfache Normalwassermenge. Mit 3,5 km² ist sein Einzugsgebiet dann doppelt so groß wie im Normalfall, die Gerinne in die Mooswiesen des Becken-Südteils sind nur episodisch. Diese Hochwässer laufen normalerweise innerhalb weniger Tage durch die dann ersoffene Schwinde ab, können sich aber auch mehrere Wochen halten.
In der älteren Literatur wird berichtet, der See trockne regelmäßig aus. Das findet nicht statt, der Seespiegel scheint bei Normalwasser sogar weitgehend konstant zu sein.
Südöstlich oberhalb, bei der Bramingaualm, auf etwa 940 m ü. A., liegt ein weiteres Polje mit Schwindloch. Dessen Entwässerung ist noch ungeklärt.

## Natur und Klima
Im Becken bildet sich ein kleines Hochmoor und Nieder- und Zwischenmoore. Der Almgrund wird als „extrem artenreich“ beschrieben, der See als „völlig naturbelassen“. Eine naturschutzrechtliche Unterschutzstellung steht aber aus.
Eine Besonderheit ist auch das Mikroklima, hier bildet sich regelmäßig ein Kältesee, mit Temperaturen unter −30 °C (so −32 °C im Winter 1970/71) gehört die Haleswies wohl zu den Kältepolen Österreichs. Da sich hier aber keine Messstelle befindet, scheint der Ort in amtlichen Angaben nicht auf.

## Geschichte und Erschließung
Der Ortslage wird schon 1416 im Mondseer Urbar als Haelleins wis genannt, wohl nach einem Besitzer, spätere Erwähnungen auf Hasel- sind volksetymologische Fehldeutungen.
Heute führt eine Forststraße von Rußbach herauf, sie zweigt beim Kösselfall von der Schwarzenseestraße (L1293) ab. Der Wanderweg über den Fachberg, der von Weißenbach am Attersee nach Rußbach oder über den Schwarzensee nach St. Wolfgang führt, passiert den Haleswieskessel nördlich oberhalb. In den Zeiten der St.-Wolfganger Wallfahrt und des Ischler Salzschmuggels war dieser Weg vielbegangen. Vom Fachbergsattel führt ein Steig über die Hinterhaleswiesalm zum See, und Forstwege zur Vorderhaleswiesalm.